# ESFOR Touggourt
L'ESFOR Touggourt  est un club de handball algérien féminin basé à Touggourt. Il évolue en première division du championnat d'Algérie lors de la saison 2016-2017. 

## Histoire
À la 9e journée du championnat de National UNE[pas clair] féminine (2013), il se place 11e.